# Ga Yên Trung
Ga Yên Trung là một nhà ga xe lửa tại huyện Đức Thọ, tỉnh Hà Tĩnh. Nhà ga là một điểm của đường sắt Bắc Nam và nối với ga Yên Xuân với ga Đức Lạc.

## Các tuyến
- Đường sắt Bắc Nam